# 3増し符号
3増し符号（さんましふごう、excess-three code、excess-3、XS-3、3増しコード）は、二進化十進表現 (BCD) の一種で、十進の各桁を、以下のようにその値に3を足した4ビットの2進で表現する方法をいう。
| 10進 | 2進  | 10進 | 2進  |
| ---- | ---- | ---- | ---- |
| 0    | 0011 | 9    | 1100 |
| 1    | 0100 | 8    | 1011 |
| 2    | 0101 | 7    | 1010 |
| 3    | 0110 | 6    | 1001 |
| 4    | 0111 | 5    | 1000 |

例えば、
123410 = 0100010101100111excess-3
である。ここで 10 は十進数を、excess-3 は3増し符号を示す。
加算する場合、2進数としての計算結果に応じて±3する。例えば、

510+910=1410は、以下のようになる。

1000excess-3+1100excess-3=0100binary sumと桁上がり(CARRY)あり

0100binary sum+0011correction=0111excess-3

また、桁上がり(CARRY)のない例として、510+110=610は、以下のようになる。

1000excess-3+0100excess-3=1100binary sum

1100binary sum-0011correction=1001excess-3

通常のBCDに対する3増し符号の利点は次のとおりである。
- ビットを反転させるだけで十進数の減基数の補数（9の補数）が得られるため、減算に便利である。
- 最上位ビット (MSB) が410以下で0、510以上で1となるので、四捨五入に便利である。
- すべてのビットが同時に0になることがないので、断線などによる信号途絶との区別に利用できる。

3増し符号は、ENIAC・UNIVAC Iなど最初期の計算機で内部表現に採用されたが、最近はあまり使われていない。